# Keiko Aizawa
Keiko Aizawa (相沢恵子, Aizawa Keiko, 22 november, 1963) is een Japans theateractrice en stemactrice (Japans: seiyū), verbonden aan de Gekidan Subaru theaterproductiegroep. Ze is getrouwd met Shigeru Ushiyama, een theateracteur, stemacteur en verteller, ook bij Gekidan Subaru. Aizawa komt oorspronkelijk uit de prefectuur Kanagawa.

## Stemrollen

### Nasynchronisatie

#### Televisieseries (vast stemactrice)
- Brothers & Sisters (Sarah Walker)
- ER (Diane Leeds)
- Stargate SG-1 (Vala Mal Doran)[2]
- The X-Files (Dana Scully)[3]
- Third Watch (Faith Yokas)[4]

#### Films
- Demolition Man (Lenina Huxley)
- Firewall
- Hide and Seek (Allison Callaway)
- Tango & Cash (Katherine 'Kiki' Tango)
- Tomorrow Never Dies (Paris Carver)

#### Televisieseries (gastoptredens)
- Star Trek: Voyager
- CSI: Miami (seizoen 2, aflevering 4)

### Anime

#### Films
- Steamboy (2004), Rays moeder

#### Televisieseries
- Boogiepop Phantom (2000), Kanae Oikawa
- Saiyuki (2000), Dr. Huang[5]
- Sakura Taisen: École de Paris (2003 OVA serie), Isabelle "Grand Mere" Lilac
- Case Closed (2001), Hanaoka Reiko (aflevering 260)
- Last Exile (2003), Justina Valca (aflevering 15)
- Saiyuki Reload (2003), Dr. Huang
- Saiyuki Gunlock (2004), Dr. Hwang
- Maria-sama ga Miteru: Haru (2004), Kiyoko Ogasawara (aflevering 1, 13)
- Sakura Taisen: Le Nouveau Paris (2004, OVA serie), Isabelle "Grand Mere" Lyotte
- Emma: A Victorian Romance (2005), Mrs. Campbell
- Emma: A Victorian Romance Second Act (2007), Mrs. Campbell